# Hercule : La Vengeance d'un Dieu
Pour plus de détails, voir Fiche technique et Distribution.
Hercule : La Vengeance d'un Dieu (Hercules Reborn) est un film américain de 2014, réalisé par Nick Lyon et écrit par Jim Hemphill et Jose Montesinos. Le film met en vedette John Hennigan, Christian Oliver, Marcus Shirock dans les rôles principaux.

## Synopsis
Lorsqu'un jeune homme voit sa fiancée kidnappée par un roi maléfique, il se tourne vers Hercule pour obtenir de l’aide. Le héros déchu a vécu des années en exil, banni pour avoir tué sa famille, mais le courage du jeune homme inspire Hercule. Ensemble, ils se battent pour sauver la future mariée et restaurer l’honneur d’Hercule.

## Distribution
- John Hennigan : Hercule
- Christian Oliver : Arius
- Marcus Shirock : Cyrus
- James Duval : Horace
- Dylan Vox : Nikos
- Christina Wolfe : Princesse Theodora
- Alistair A. Duff : Barman
- Foued Mansour : Gardien effrayant
- Jeremy M. Inman : Tymek
- Jennifer Marie Paul : Iona
- Khalid Ben Chegra : roi Demetrius
- Aurelie Armelle Simone Chatellier : reine Evenya
- Rim Tounssi : Megara
- Yassine Amer : Abdera
- Youness Lahlafi : Jacob
- Youssef Marchouki : Dariun
- Aziz Janah : Erasmus
- Samir Oualid : Garde royal[3]

## Accueil

### Réception critique
Le film a obtenu le score d'audience de 9% sur Rotten Tomatoes